# 约瑟普·布罗兹·铁托之死和国葬
南斯拉夫总统、南斯拉夫共产主义者联盟主席约瑟普·布罗兹·铁托于1980年5月4日因长期患病去世。他的国葬于四天后的5月8日举行，吸引了来自世界各地西方、东方和不结盟国家的大量国家元首出席。出席者包括4位国王、6位王子、22位总理、31位总统以及47位外交部长。在当时联合国154个成员国中，共有128个国家派出代表出席。 此外，还有来自7个多边组织、6个政治运动和40个政党的代表出席。
铁托自1979年起健康状况持续恶化。1980年1月7日和1月11日，他两次因腿部循环问题被送入卢布尔雅那大学医学中心接受治疗，该中心位于斯洛文尼亚社会主义共和国首府卢布尔雅那。不久之后，他的左腿因动脉阻塞被截肢，并于1980年5月4日下午3:05在卢布尔雅那医学中心因坏疽去世，距他88岁生日仅差三天。铁托的专列蓝色列车将其遗体送往贝尔格莱德，并在南斯拉夫联邦议会大厦停灵，直至举行葬礼。
由于铁托被视为一个在文化、宗教多元且时常民族对立的南斯拉夫国家中的核心统一人物，他的去世被认为是南斯拉夫国家解体与崩溃的关键导火索之一，仅十年之后便爆发。
铁托的葬礼通常被视为史上规模最大的葬礼之一，估计约有100万人参加。